# Gio Việt
Gio Việt là một xã nằm ở phía đông của huyện Gio Linh, tỉnh Quảng Trị, Việt Nam.

## Địa lý
Xã Gio Việt nằm ở phía đông huyện Gio Linh, có vị trí địa lý:
- Phía đông giáp thị trấn Cửa Việt
- Phía bắc giáp xã Gio Mai và xã Gio Hải
- Phía tây giáp xã Gio Mai
- Phía nam giáp huyện Triệu Phong.
- Phía đông nam giáp sông Hiếu ( hạ nguồn sông Thạch Hãn)

Xã Gio Việt có diện tích 3,57 km², dân số năm 2023 là 6.437 người, mật độ dân số đạt 1.803 người/km².

## Hành chính
Xã Gio Việt được chia thành 5 thôn: Hoàng Hà, Tân Xuân, Xuân Lộc, Xuân Ngọc, Xuân Tiến.

## Lịch sử
Năm 2005, phần lớn diện tích và một phần dân số của xã Gio Việt được tách ra để thành lập thị trấn Cửa Việt. Thị trấn Cửa Việt được thành lập trên cơ sở 318,54 ha diện tích tự nhiên và 1.982 người của xã Gio Hải, 415,74 ha diện tích tự nhiên và 2.518 người của xã Gio Việt. Đồng thời, tách 286,60 ha diện tích tự nhiên và 386 người của xã Gio Thành được điều chỉnh về xã Gio Việt.

## Kinh tế
Kinh tế của toàn xã chủ yếu dựa vào nghề đánh bắt thủy hải sản, nhiều hộ gia đình đã giàu lên nhờ nghề này.
- Du lịch biển
- Chế biến cá hấp.